# Rosenberg (Varel)
Rosenberg ist ein Stadtteil von Varel im Landkreis Friesland in Niedersachsen.

## Lage
Rosenberg liegt im Süden von Varel an der Kreisstraße K 107. Im Nordwesten von Rosenberg, durch ein Waldgebiet getrennt, liegt der Stadtteil Altjührden. Im Nordosten befindet sich der Vareler Stadtteil Neuenwege. Im Osten verläuft die Autobahn A29 von Wilhelmshaven nach Oldenburg. Im Süden von Rosenberg befindet sich der schon zu der Gemeinde Rastede gehörende Ort Wapeldorf und im Südwesten befindet sich Conneforde, ein zur Gemeinde Wiefelstede gehörender Ort.

## Geschichte
Rosenberg war ursprünglich ein großes Moorgebiet, aus dem einige markante Punkte als Anhöhen herausragten. Die vergebenen Bezeichnungen mit der Endung -berg wie Wullenberg, Schwarzeberg, Ahrensberg und Rosenberg sind stark übertrieben, da die Anhöhen nur wenige Meter höher lagen als das sie umgebene Moor. Der Rosenberg, der heute nicht mehr vorhanden ist, war Standort einer Schäferei. Sie wurde von einem Schäfer mit dem Namen Rose betrieben und gab dem Berg seinen Namen. Anfang des 19. Jahrhunderts entstanden die ersten Wohnstätten in Form von Plaggenhütten. Ab 1860 entstanden nur noch feste Häuser. 1872 erfolgte die Ansiedlung des Torfwerkes Ruschmann und Carls, dass ein wichtiger Arbeitgeber war.
1914 wurde der Schulbezirk der neu errichteten Rosenberger Schule festgelegt. Er kennzeichnet seitdem auch die Grenzen des heutigen Ortsteils Rosenberg.
Rosenberg war bis zum 30. Juni 1972 Teil der Gemeinde Varel-Land.